# Monorail d'Osaka
Le monorail d'Osaka  (大阪モノレール, Ōsaka Monorēru) est un monorail de type Alweg mis en service le 1er juin 1990 qui circule dans plusieurs villes de la préfecture d'Osaka au Japon. Il est exploité par la compagnie Osaka Monorail Co., Ltd. (大阪モノレール株式会社, Ōsaka Monorēru Kabushiki-gaisha).
Le monorail d'Osaka comporte deux lignes, la ligne principale et la ligne Saito. C'est le plus long monorail du Japon avec 28 km de lignes.

## Histoire
La ligne principale du monorail d'Osaka a été inaugurée le 1er juin 1990 entre les stations Senri-Chūō et Minami-Ibaraki. Elle a été prolongée Shibahara en 1994 puis à l'aéroport international d'Osaka et à Kadoma-shi en 1997.
La seconde ligne du monorail, la ligne Saito, a été inaugurée le 1er octobre 1998 entre les stations Banpaku-Kinen-Kōen et Handai-byoin-mae Station. Elle a été prolongée en 2007 à Saito-nishi.
Le 22 juillet 2015, Ichiro Matsui, le gouverneur de la préfecture d'Osaka, a annoncé qu'on allait construire en 2018 une prolongation de 9 km au monorail, en ajoutant 4 gares au sud de Kadoma.
Le 1er octobre 2019, la station de Shibahara est renommée station de Shibahara-handai-mae.

## Stations

### Ligne principale

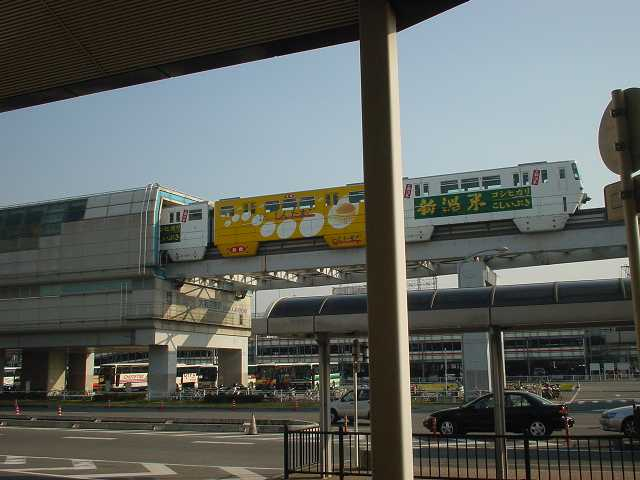
Rame partant de l'aéroport international d'Osaka.

| Numéro | Station              | Nom japonais | Distance (km) | Correspondances           | Ville     |
| ------ | -------------------- | ------------ | ------------- | ------------------------- | --------- |
| 11     | Aéroport d'Osaka     | 大阪空港     | 0             |                           | Toyonaka  |
| 12     | Hotarugaike          | 蛍池         | 1,4           | Hankyu : Takarazuka       | Toyonaka  |
| 13     | Shibahara-handai-mae | 柴原阪大前   | 3,1           |                           | Toyonaka  |
| 14     | Shoji (ja)           | 少路         | 4,8           |                           | Toyonaka  |
| 15     | Senri-chuo           | 千里中央     | 6,6           | Kitakyu : Namboku         | Toyonaka  |
| 16     | Yamada               | 山田         | 8,5           | Hankyu : Senri            | Suita     |
| 17     | Banpaku-kinen-koen   | 万博記念公園 | 9,9           | Monorail d'Osaka : Saito  | Suita     |
| 18     | Unobe                | 宇野辺       | 12,1          |                           | Ibaraki   |
| 19     | Minami-ibaraki       | 南茨木       | 13,3          | Hankyu : Kyoto            | Ibaraki   |
| 20     | Sawaragi             | 沢良宜       | 14,5          |                           | Ibaraki   |
| 21     | Settsu               | 摂津         | 16,0          |                           | Settsu    |
| 22     | Minami-Settsu        | 南摂津       | 17,8          |                           | Settsu    |
| 23     | Dainichi             | 大日         | 19,9          | Métro d'Osaka : Tanimachi | Moriguchi |
| 24     | Kadomashi            | 門真市       | 21,2          | Keihan : Keihan           | Kadoma    |

### Ligne Saito
| Numéro | Station            | Nom japonais | Distance (km) | Correspondances                     | Ville   |
| ------ | ------------------ | ------------ | ------------- | ----------------------------------- | ------- |
| 17     | Banpaku-kinen-koen | 万博記念公園 | 0             | Monorail d'Osaka : Ligne principale | Suita   |
| 51     | Koen-higashiguchi  | 公園東口     | 1,1           |                                     | Suita   |
| 52     | Handai-byoin-mae   | 阪大病院前   | 2,6           |                                     | Ibaraki |
| 53     | Toyokawa           | 豊川         | 4,2           |                                     | Ibaraki |
| 54     | Saito-nishi        | 彩都西       | 6,8           |                                     | Ibaraki |

## Matériel roulant

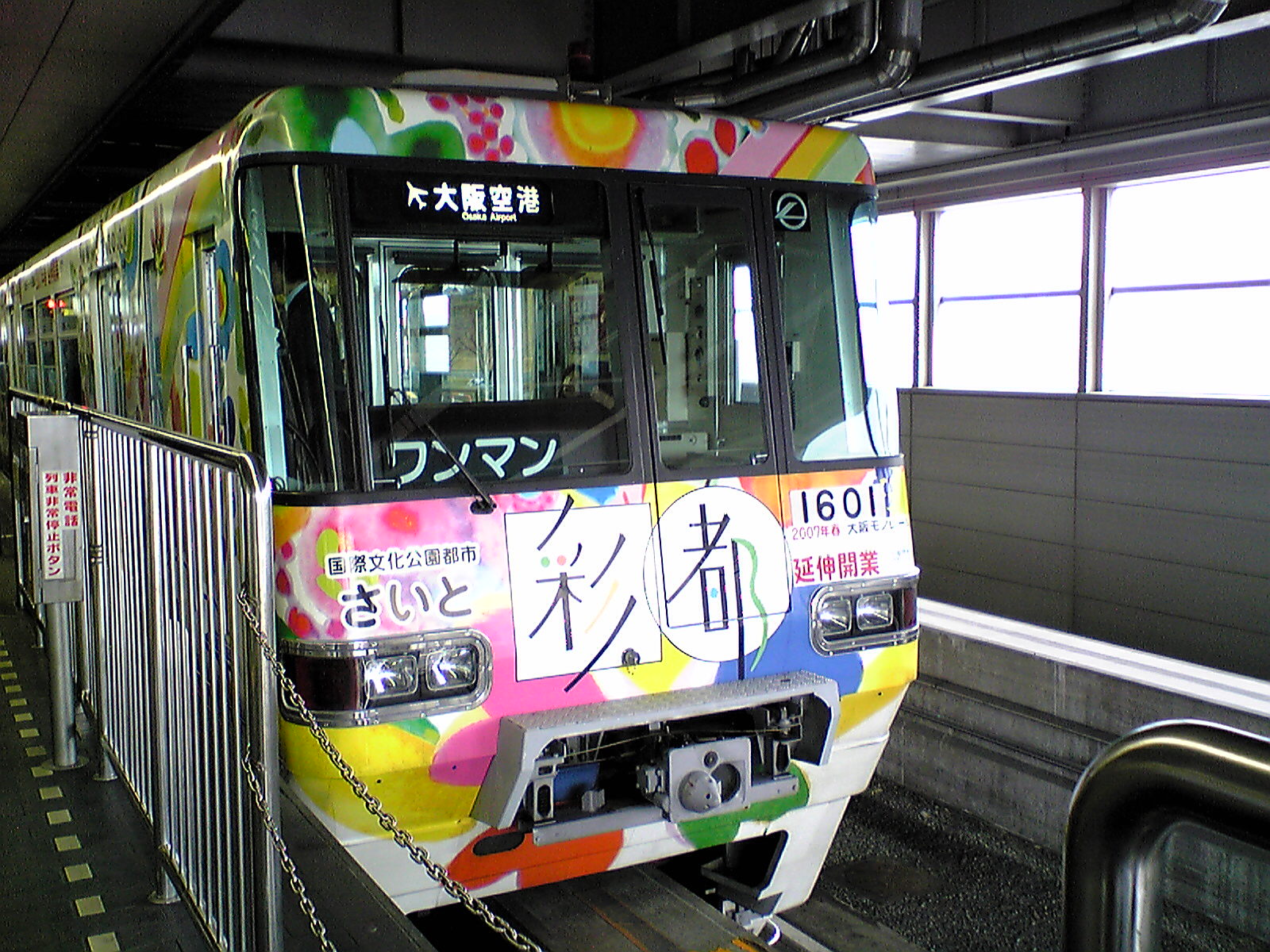
Série 1000
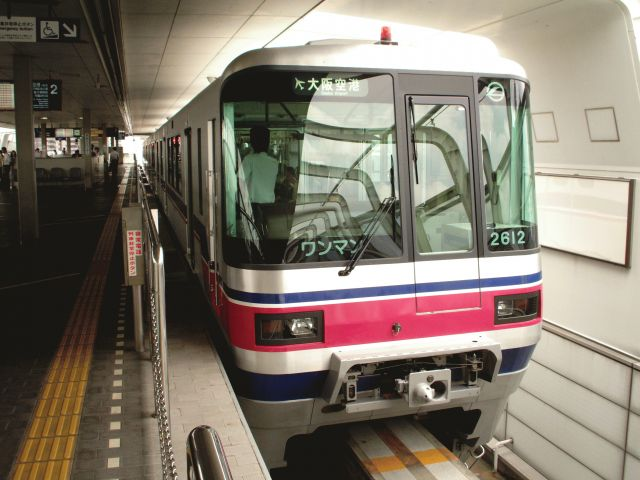
Série 2000
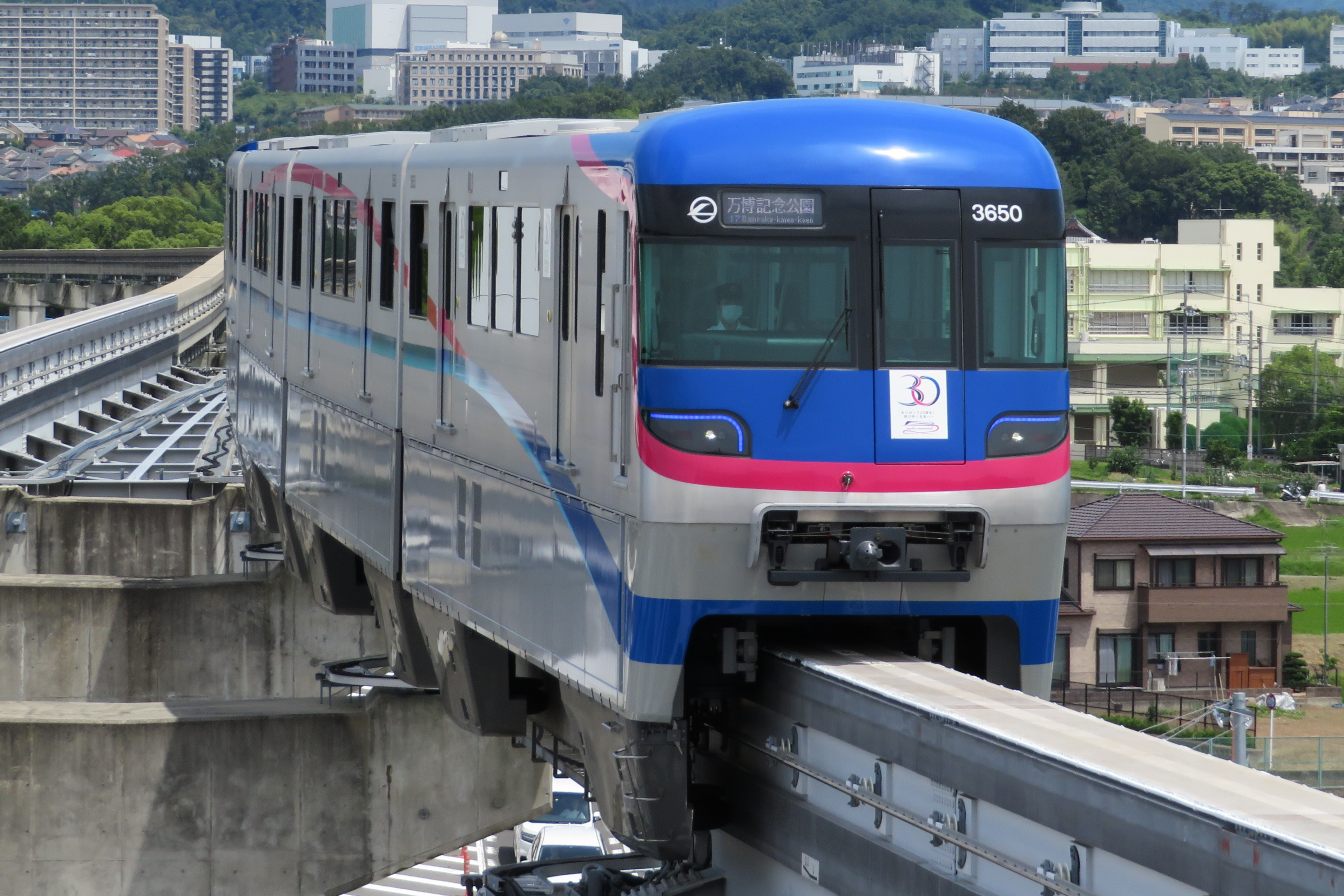
Série 3000